# وير غروب
وير غروب هي شركة هندسية بريطانية مقرها في غلاسكو، إسكتلندا. وهي مدرجة في بورصة لندن على مؤشر FTSE 250.
تعمل الشركة في أكثر من 70 دولة ويعمل فيها حوالي 14000 شخص يركزون على أسواق التعدين والنفط والغاز والطاقة.

## اشخاص
- وليام وير، 1 الفيكونت وير
- جيمس كينيث وير، الفيكونت وير
- روبرت سميث، بارون سميث من كلفن
- توماس ليث

## روابط خارجية
- الموقع الرسمي